# Euscelidia lepida
Euscelidia lepida är en tvåvingeart som beskrevs av Dikow 2003. Euscelidia lepida ingår i släktet Euscelidia och familjen rovflugor.
Artens utbredningsområde är Myanmar. Inga underarter finns listade i Catalogue of Life.